# 윈도우 UI 라이브러리
윈도우 UI 라이브러리(Windows UI Library, WinUI 코드명 "Jupiter", UWP XAML 및 WinRT XAML)는 유니버설 윈도우 플랫폼 앱(이전에는 Windows 8, Windows 8.1, Windows 10 및 Windows Phone 8.1 운영 체제에서 메트로 스타일로 알려짐)의 백본을 형성하는 윈도우 런타임 프로그래밍 모델의 일부인 사용자 인터페이스 API이다. XAML(Extensible Application Markup Language) 기술을 사용하여 사용자 인터페이스를 선언할 수 있다.
WinUI는 윈도우 런타임용으로 기본 제공되는 여러 UI 프레임워크 중 하나이다. 나머지는 HTML5(예: WinJS를 통해) 및 DirectX이다.
WinUI 2는 Windows 11 디자인 언어와 일치하는 컨트롤과 스타일을 포함하는 UWP XAML용 확장 라이브러리이다. NuGet을 통해 제공되며 실제 렌더링 엔진을 제공하는 UWP XAML 프레임워크와는 다르다. 그러나 동의어로 처리될 수 있다.
WinUI 3은 WinRT XAML을 운영 체제에서 별도의 패키지로 분리하여 신속하게 업데이트하고 이전 버전의 Windows에서 새로운 기능이 작동하도록 한다. 이는 Windows 데스크톱(Win32)과 UWP low IL 앱 모델을 조정하려는 마이크로소프트의 노력인 윈도우 앱 SDK(코드명 "Project Reunion")의 일부이다.

## 같이 보기
- 닷넷 멀티플랫폼 앱 UI